# 大友康匠
大友 康匠（おおとも やすおみ、1934年1月14日 - 1995年1月16日）は、日本の絵本作家、漫画家である。本名は大友 義康（おおとも よしやす）、漫画家時代は本名のほか、大友 よしやす、おおとも よしやす、大友 ヨシヤス、オオトモ ヨシヤスとも名乗り、絵本作家時代は、おおとも やすおみ、オオトモ ヤスオミとも名乗った。「康臣」は表記の誤り。少女マンガ時代の『マリちゃん』シリーズ、絵本作家時代の『ノンタン』シリーズで知られる。

## 人物・来歴
1934年（昭和9年）1月14日、神奈川県横浜市に生まれる。
掲載号は不明であるが、1948年（昭和23年）12月 - 1951年（昭和26年）3月の期間に発行されていた『東光少年』（東光出版社）の「読者投稿漫画」に、十代の少年時代の大友が執筆して投稿した『ウサギミミスケ』が掲載され、金賞を獲得している。その後、中村書店で戦前に「ナカムラマンガシリーズ」を立ち上げた漫画家の大城のぼるに弟子入りする。
満19歳となった1953年（昭和28年）6月ころから、漫画家としてのキャリアを始めたとされるが、国立国会図書館蔵書によれば、満17歳を迎える1951年（昭和26年）には、中村書店から『珍宝島探険』（共著大城のぼる）や『アベコベ猛獣狩り』といった漫画をすでに出している。1952年（昭和27年）には、鶴書房から『フリード王子』等を上梓し、1954年（昭和29年）には、東京漫画出版社から、ギリシア神話「ゴルゴーン」を主題にした名作漫画文庫22『ゴルゴンの首』等を出版している。また、講談社の『少女クラブ』、『少年クラブ』にも漫画を掲載している。1958年（昭和33年）には、『マリちゃん』シリーズをまとめた「オオトモヨシヤス選集」全3巻を中村書店から刊行している。同年、東映動画（現在の東映アニメーション）が製作した長篇アニメーション『白蛇伝』のコミカライズを大友が手がけており、中村書店から出版された同作の表紙・裏表紙には、同映画作品のスチル写真が使用されている。
1950年代末の時代、永田竹丸らとともに、豊島区椎名町（現在の同区南長崎）のトキワ荘に出入りしていたという。横山光輝とそのアシスタントだった岸本修と交流があり、1957年（昭和32年）5月、横山が『冒険王』5月号付録『闇におどる猫』に横山自身が自殺する話を描いた際、岸本とともに作品に登場している。
1962年（昭和37年） - 1964年（昭和39年）の時期に病気で入院し、その後の活動ペースは落ちたという。同門の漫画家・棚下照生のアシスタントをしていた 1969年（昭和44年）ころ、清野幸子（のちのキヨノサチコ、1947年 - 2008年）に漫画の指導を始め、1970年（昭和45年）4月30日、清野と結婚する。結婚後はアシスタントを退職、『たのしい幼稚園』（講談社）の学習もののカットを受注して描いていた。
1975年（昭和50年）4月 - 5月ころ、清野と共同で偕成社に子ギツネを主人公とした絵本『あかんべきつね』の企画を持ち込み、それが子ねこの「ノンタン」に変更になり、1976年（昭和51年）8月に『ノンタンぶらんこのせて』および『ノンタンおやすみなさい』、同年10月には、原案企画をもとにした『あかんベノンタン』が刊行された。1977年（昭和52年）7月23日、長女が誕生する。
1982年（昭和57年）4月、清野と共同で執筆したバックステージもの『二人でノンタン』が文藝春秋から刊行される。同年4月2日、有限会社大友を設立する。同年5月6日、清野と出演したNHKのテレビ番組が放送される。
1984年（昭和59年）6月、塩野米松および清野と共同執筆による『おみちゃん さっちゃんのこども え じてん』が求龍堂から刊行される。1984年（昭和59年）11月23日、別居に至り、翌1985年（昭和60年）5月14日、清野と協議離婚する。以降、共同執筆が不可能になる。1990年（平成2年）4月10日、清野が、大友らを相手に「ノンタン」絵本についての著作権をめぐる訴訟を起こす。
1995年（平成7年）1月16日、死去した。満61歳没。没後、離婚成立直前である1985年4月26日付の遺言書が発見された。訴訟については、大友の没後、1998年（平成10年）3月30日に東京地方裁判所で判決が降り（裁判長西田美昭）、1999年（平成11年）11月17日、東京高等裁判所で結審する（裁判長田中康久）。

## 作品
国立国会図書館蔵書を中心とした一覧である。「ノンタン」シリーズについては裁判の経緯を参考にした。掲載号は不明だが『なかよし』（講談社）に『赤いカンナの花咲けば』『まい姫しずか』『白ゆりの旗』、『風車』（若木書房）に『まりちゃんのキューピッド』をそれぞれ描いている。

### 1951年 - 1953年
- 『珍宝島探険』、大城のぼる・オオトモヨシヤス、中村書店、1951年 [10]
- 『アベコベ猛獣狩り』、オオトモヨシヤス、中村書店、1951年 - ナカムラマンガシリーズ
- 『フリード王子』、オオトモヨシヤス、鶴書房、1952年
- 『ジュリエッタ姫物語』、オオトモヨシヤス、鶴書房、1953年
- 『ジャングル探険隊』、オオトモヨシヤス、鶴書房、1953年
- 『魔法と宝剣』、オオトモヨシヤス、鶴書房、1953年 - 漫画文庫58
- 『アレキサンダー大王』、オオトモヨシヤス、鶴書房、1953年
- 『アラビアンナイト』、オオトモヨシヤス、鶴書房、1953年

### 1954年
- 『金髪のジェニイ』、オオトモヨシヤス、中村書店、1954年 - ナカムラマンガシリーズ
- 『海底のふしぎな冒険』、大友義康、中村書店、1954年 - ナカムラマンガシリーズ  [11]
- 『獅子若天狗』、オオトモヨシヤス、中村書店、1954年 - ナカムラマンガシリーズ
- 『ゴルゴンの首』、おおともよしやす、東京漫画出版社、1954年 - 名作漫画文庫22（ギリシア神話「ゴルゴーン」）
- 『はちかづき姫』、おおともよしやす、東京漫画出版社、1954年 - 名作漫画文庫24（御伽草子「鉢かづき」）
- 『はまぐり姫』、大友義康、東京漫画出版社、1954年 - 名作漫画文庫27（日本民話「はまぐり姫」）

### 1955年
- 『瓜子姫』、大友よしやす、東京漫画出版社、1955年 - 名作漫画文庫29（日本民話「うりこひめとあまのじゃく」）
- 『うぐいす姫』、大友義康、東京漫画出版社、1955年 - 名作漫画文庫31（日本民話「鶯姫」）
- 『左手の奇蹟 野口英世伝』、大友義康、東京漫画出版社、1955年 - 伝記漫画文庫37（野口英世伝記）
- 『ほほえみちゃん』、オオトモヨシヤス、中村書店、1955年 - ナカムラマンガシリーズ
- 『すずらん太郎』、オオトモヨシヤス、中村書店、1955年 - ナカムラマンガシリーズ  原作・南原伸二 日本文化放送連続放送劇としてラジオドラマ化
- 『王女ナスカ』、オオトモヨシヤス、『なかよし』9月号別冊付録、講談社、1955年9月
- 『赤いリボン』、オオトモヨシヤス、中村書店、1955年11月 - ナカムラマンガシリーズ
- 『次郎物語 前編』、オオトモヨシヤス、『なかよし』11月号別冊付録、講談社、1955年11月
- 『次郎物語 後編』、オオトモヨシヤス、『なかよし』12月号別冊付録、講談社、1955年12月

### 1956年
- 『小公子』、大友ヨシヤス、『なかよし』2月号、講談社、1956年2月
- 『雪の少女 前編』、オオトモヨシヤス、中村書店、1956年2月 - ナカムラマンガシリーズ

- 『雪の少女 後編』、オオトモヨシヤス、中村書店、1956年 - ナカムラマンガシリーズ
- 『荒城の月』、大友ヨシヤス、『なかよし』4月号別冊付録、講談社、1956年4月
- 『黒い太陽』、オオトモヨシヤス、中村書店、1956年 - ナカムラマンガシリーズ
- 『午前0時』、オオトモヨシヤス、中村書店、1956年6月30日

- 『真珠のくびかざり』、オオトモヨシヤス、『少女』夏休み増刊号、光文社、1956年8月
- 『おてんば日記』、オオトモヨシヤス、『少女』9月号-10月号、光文社、1956年9月-10月
- 『あの道この道』、大友ヨシヤス、『なかよし』9月号別冊付録、講談社、1956年9月
- 『影のない少女』、オオトモヨシヤス、中村書店、1956年9月 - ナカムラマンガシリーズ
- 『泣かないで泣かないで』、オオトモヨシヤス、『少女』11月号、光文社、1956年11月
- 『続 影のない少女』、オオトモヨシヤス、中村書店、1956年12月 - ナカムラマンガシリーズ
- 『アルプスのかね』、大友ヨシヤス、『なかよし』12月号別冊付録、講談社、1956年11月

### 1957年
- 『東京のお兄ちゃん』、オオトモヨシヤス、『少女』正月増刊号、光文社、1957年1月
- 『マリちゃん』、オオトモヨシヤス、『少女』3月号、光文社、1957年3月
- 『マリちゃんの小さな宝石箱』、オオトモヨシヤス、中村書店、1957年 - ナカムラマンガシリーズ
- 『南極大陸』、オオトモヨシヤス、中村書店、1957年 - ナカムラマンガシリーズ
- 『続 南極大陸』、オオトモヨシヤス、中村書店、1957年 - ナカムラマンガシリーズ
- 『続 火を喰った小太郎』、オオトモヨシヤス、中村書店、1957年 - ナカムラマンガシリーズ
- 『わすれな草』、オオトモヨシヤス、中村書店、1957年 - ナカムラマンガシリーズ
- 『魔女と悪臣』、オオトモヨシヤス、富士見出版、1957年
- 『ジャングル探検隊』、オオトモヨシヤス、富士見出版、1957年
- 『りんごのねがい』、大友よしやす、『なかよし』6月号別冊付録、講談社、1957年6月
- 『マリちゃんは知らない』、オオトモヨシヤス、『少女クラブ』第35巻第9号、講談社、1957年8月、p. 183-192.

### 1958年 - 1959年
- 『白鳥になったアンネ』、オオトモヨシヤス、『少女クラブ』第36巻第2号、講談社、1958年1月、p,153-168.
- 『花もようの手ぶくろ』、大友よしやす、『なかよし』1月号別冊付録、講談社、1958年1月
- 『白蛇伝』、オオトモヨシヤス、中村書店、1958年 - ナカムラマンガシリーズ
- 『妖奇伝』、オオトモヨシヤス、中村書店、1958年 - ナカムラマンガシリーズ
- 『マリちゃん 1』、オオトモヨシヤス、中村書店、1958年 - オオトモヨシヤス選集I（短篇集）
- 『いのちあるかぎり』、オオトモヨシヤス、中村書店、1958年6月 - マリちゃんのまんが
- 『貝がら物語 1』、オオトモヨシヤス、中村書店、1958年 - ナカムラマンガシリーズ
- 『くちずけ』、オオトモヨシヤス、『泉』通巻2号、若木書房、1958年
- 『たけくらべ』、オオトモヨシヤス、『泉』通巻3号、若木書房、1958年
- 『スピード探偵桃太郎』、オオトモヨシヤス、『少年画報』11月号別冊付録、少年画報社、1958年11月
- 『マリちゃん 2』、オオトモヨシヤス、中村書店（中村惣次郎）、1959年2月 - オオトモヨシヤス選集II（短篇集）
- 『マリちゃん 3』、オオトモヨシヤス、中村書店（中村惣次郎）、1959年 - オオトモヨシヤス選集III（短篇集）

### 1960年代
- 『チャンピオン』、オオトモヨシヤス、『少年クラブ』第47巻第1号、講談社、1960年1月、p. 151-159.
- 『三人の脱獄囚』、オオトモヨシヤス、『少年クラブ』第47巻第2号、講談社、1960年1月、p. 221-229.
- 『たけくらべ』、オオトモヨシヤス、『愛』3集、東邦漫画出版、1960年9月
- 『こいびと』、オオトモヨシヤス、『愛』5集、東邦漫画出版、1960年
- 『残酷自殺刀』、オオトモヨシヤス、中村書店、1960年
- 『悲しみは空の彼方へ』、オオトモヨシヤス、王冠マンモス文庫（東邦漫画出版）、1960年
- 『ふたりのしあわせ』、オオトモヨシヤス、東邦漫画出版、1961年
- 『家出したおかあさん』、オオトモヨシヤス、『ゆめ』3月号・通巻27号、若木書房、1962年3月9日
- 『お父さんは大きらい』、オオトモヨシヤス、『ゆめ』10月号・通巻58号、若木書房、1964年10月
- 『社会科の宿題』、オオトモヨシヤス、『ゆめ別冊』現代っ子特集、若木書房、1964年
- 『テストなんかだいきらい』、オオトモヨシヤス、『風船』2月号・通巻5号、若木書房、1965年2月
- 『パチンコパパ』、オオトモヨシヤス、『風船』4月号・通巻7号、若木書房、1965年4月
- 『おこりんぼ先生』、オオトモヨシヤス、『風船』5月号・通巻8号、若木書房、1965年5月
- 『ガメツイまりちゃん』、オオトモヨシヤス、『風船』8月号・通巻11号、若木書房、1965年8月
- 作品名不明、オオトモヨシヤス、『風車』8月号・通巻44号、若木書房、1965年8月
- 作品名不明、オオトモヨシヤス、『風車』9月号・通巻45号、若木書房、1965年9月
- 作品名不明、オオトモヨシヤス、『風車』10月号・通巻46号、若木書房、1965年10月
- 作品名不明、オオトモヨシヤス、『風車』4月号・通巻52号、若木書房、1966年4月 - はやし栄子長篇特集号
- 作品名不明、オオトモヨシヤス、『風車』5月号・通巻53号、若木書房、1966年5月 - オオトモヨシヤス長編特集号
- 作品名不明、オオトモヨシヤス、『風車』6月号・通巻54号、若木書房、1966年6月 - オオトモヨシヤス長編特集号
- 作品名不明、オオトモヨシヤス、『風車』9月号・通巻57号、若木書房、1966年9月 - オオトモヨシヤス長編特集号
- 『まりちゃんのまんが家弟子入り』、オオトモヨシヤス、『風車』11月号・通巻59号、若木書房、1966年11月 - オオトモヨシヤス長編特集号
- 『まりちゃんは天才である』、オオトモヨシヤス、『風車』1月号・通巻61号、若木書房、1967年1月 - オオトモヨシヤス長編特集号
- 『ウルトラお手伝いさん』、オオトモヨシヤス、『風車』2月号・通巻62号、若木書房、1967年2月 - オオトモヨシヤス長編特集号
- 『まりちゃんおおあばれ』、オオトモヨシヤス、『風車』4月号・通巻64号、若木書房、1967年4月
- 『まりちゃんは見た』、オオトモヨシヤス、『風車』5月号・通巻65号、若木書房、1967年5月
- 『まりちゃんと魔法使い』、オオトモヨシヤス、『風車』12月号・通巻68号、若木書房、1967年12月
- 『ミニスタイルのまりちゃん』、オオトモヨシヤス、『風車』通巻69号（最終号）、若木書房、1968年7月 - オオトモヨシヤス長編特集号
- 『笹笛お紋』、棚下照生とその一味（大友よしやす・伴砂夢・角谷和由）、『週刊平凡』第11巻第10号 - 第31号、平凡出版、1969年3月-8月
- 『やさぐれお新』、棚下照生 / ヨシアキ・園・小関カツジ・大友ヨシヤス・吉沢ツトム・常山孝、『週刊ポスト』第2巻第20号・通巻39号、小学館、1970年5月

### 1970年代以降
- 「コンピューター診断 一年生の教育テスト」、深谷昌志・深谷和子・野口芳宏・小島宏・飯田稔・大友康匠、『小学一年生』第30巻第2号、1974年5月 - イラスト
- 「学習」、木原健太郎・野田一郎・大友康匠・徳田徳志芸、『小学一年生』第31巻第1号、1975年4月 - イラスト
- 『ノンタンぶらんこのせて』、おおともやすおみ・おおともさちこ、偕成社、1976年8月
- 『ノンタンおやすみなさい』、おおともやすおみ・おおともさちこ、偕成社、1976年8月
- 『あかんベノンタン』、おおともやすおみ・おおともさちこ、偕成社、1976年10月
- 『二人でノンタン』、大友康匠・大友幸子、文藝春秋、1982年4月
- 『下村式 唱えて覚える ひらがなあいうえお』、下村昇・おおともやすおみ・おおともさちこ、偕成社、1985年1月 ISBN 4032030502
- 『おみちゃん さっちゃんのこども え じてん』、しおのよねまつ・おおともやすおみ・おおともさちこ、求龍堂、1984年6月
- 『まいごのプックン (こぐまのプックン)』、おおともやすおみ、あかね書房、1993年11月 ISBN 4251003020
- 『なかよくプックン (こぐまのプックン)』、おおともやすおみ、あかね書房、1994年1月 ISBN 4251003012
- 『やだやだプックン (こぐまのプックン)』、おおともやすおみ、あかね書房、1994年4月 ISBN 4251003039

## 関連事項
- 貸本漫画
- 中村書店
- 鶴書房
- 東京漫画出版社
- 若木書房
- 偕成社
- 大城のぼる
- 棚下照生
- キヨノサチコ